# Musikjahr 1798
Liste der Musikjahre

◄◄ | ◄ | 1794 | 1795 | 1796 | 1797 | Musikjahr 1798 | 1799 | 1800 | 1801 | 1802 | ► | ►►

Weitere Ereignisse
Dieser Artikel behandelt das Musikjahr 1798.

## Ereignisse
- 11. Juli: Gründung der United States Marine Band

### Instrumentalmusik
- Ludwig van Beethoven: Klaviersonate Nr. 5 c-Moll op. 10 Nr. 1; Klaviersonate Nr. 6 F-Dur op. 10 Nr. 2; Klaviersonate Nr. 7 D-Dur op. 10 Nr. 3; Klaviertrio op. 11 B-Dur op. 11 (vollendet 1797, veröffentlicht 1798); Streichtrio Nr. 2 in G-Dur op. 9,1; Streichtrio Nr. 3 in D-Dur op. 9,2; Streichtrio Nr. 4 in c-Mol op. 9,3; Violinsonate Nr. 1 D-Dur, op. 12 Nr. 1; Violinsonate Nr. 2 A-Dur, op. 12 Nr. 2; Violinsonate Nr. 3 Es-Dur, op. 12 Nr. 3
- Johann Ladislaus Dussek: Militärkonzert; Klavierkonzert B op. 40 c153; Konzert für Klavier/Harfe und Orchester F c158 (um 1798); Sonate für Klavier und Violine C op. 36 c154
- Anton Reicha: Variationen für 2 Flöten, op. 20; 3 Romanzen für 2 Flöten, op. 21; Trio für 3 Flöten in D, op. 26
- Andreas Romberg: Violinkonzert XI G-Dur, SteR 52; Kanon „Chi vuol aver felice il core“ für Sopran, Alt und Tenor, SteR 354

### Musiktheater
- 15. Januar: Uraufführung der Oper (Un) Avviso ai maritati von Johann Simon Mayr in Venedig,(San Samuele)
- 24. Januar: Uraufführung der Oper Alexis ou L’erreur d’un bon père von Nicolas Dalayrac in Paris, (Théâtre Feydeau)
- 14. Februar: Uraufführung der Oper Lauso e Lidia von Johann Simon Mayr in Venedig, (La Fenice)
- 13. April: Uraufführung der Oper Adriano in Siria von Johann Simon Mayr in Venedig, (San Benedetto) nach einem vielfach vertonten Libretto von Pietro Metastasio
- 29. April/30. April: Das Oratorium Die Schöpfung von Joseph Haydn hat seine Uraufführung unter der Leitung des Komponisten im Palais Schwarzenberg am Neuen Markt in Wien vor privatem Publikum.
- 10. Mai: Uraufführung der Oper Zoraïme et Zulnar von François-Adrien Boieldieu in Paris, (Opéra-Comique)
- 12. Juni: Die Uraufführung der Oper Der Zauberflöte zweyter Theil. Das Labyrinth von Emanuel Schikaneder mit Musik von Peter von Winter findet am Freihaustheater auf der Wieden statt. Der außergewöhnliche Erfolg der Zauberflöte wiederholt sich nicht.
- 06. Juli: Uraufführung der Oper Die Geisterinsel von Johann Friedrich Reichardt an der Hofoper Berlin
- 25. Juli: Uraufführung der Oper L'Hôtellerie portugaise von Luigi Cherubini am Théâtre Feydeau in Paris
- 05. August: Uraufführung der Oper Le Rendez-vous supposé ou Le Souper de famille von Henri Montan Berton an der Opéra-Comique in Paris
- 05. September: Uraufführung der Oper La Dot de Suzette von François-Adrien Boieldieu in Paris, (Opéra-Comique)
- 15. Oktober: Uraufführung der Oper Léon ou Le Château de Monténéro von Nicolas Dalayrac in Paris, (Opéra-Comique)
- 18. Oktober: Uraufführung der Oper Che originali! von Johann Simon Mayr in Venedig, (San Benedetto)
- 26. September: Uraufführung der Oper I sposi burlati von Felice Alessandri in Mantua. Das Werk ist verschollen.
- 27. Dezember: Gleichzeitige Uraufführung der Opern Amor ingegnoso und L’ubbidienza per astuzia von Johann Simon Mayr in Venedig, (San Benedetto)

Weitere Werke
- Giovanni Paisiello: L’inganno felice (Oper)
- Joseph Haydn: Missa in angustiis („Messe in der Bedrängnis“; auch Nelson-Messe), Hob. XXII: 11
- Carl Maria von Weber: Die Macht der Liebe und des Weins (Oper, Frühwerk), komponiert um 1798/1799, verschollen
- Domenico Cimarosa: Zwei Opern (1) L’apprensivo raggirato; (2) Il secreto
- Franz Danzi: Die Mitternachtsstunde (komische Oper)
- Giuseppe Sarti: Andromeda (Oper) uraufgeführt in der Eremitage in St. Petersburg
- Niccolò Antonio Zingarelli: Drei Opern (1) Ines de Castro; (2) Carolina e Mexicow; (3) Meleagro
- Johann Gottlieb Naumann: I pellegrini al sepolcro di Nostro Signore (Oratorium)
- Joseph Weigl: Das Dorf im Gebirge, (Schauspiel mit Gesang in zwei Akten); L’accademia del maestro Cisolfaut, (Oper in zwei Akten)
- Louis Emmanuel Jadin: Zwei Opern (1) Candos ou Les Sauvages du Canada; (2) La Paix ou Le Triomphe de l'humanité
- Johann Baptist Henneberg: Das Jägermädchen (Oper)
- Vicente Martín y Soler: La festa del villaggio (Oper) uraufgeführt im Theater der Eremitage, Sankt Petersburg
- Peter von Winter: Der Sturm (Oper)

### Sonstiges
- 03. Oktober: In Leipzig erscheint bei Breitkopf & Härtel die erste Ausgabe der Allgemeinen Musikalischen Zeitung mit dem Aufsatz Gedanken an die Oper, einer Biographie und Recension der Werke Sinfonie für großes Orchester, Arie Son pietosa für großes Orchester und Deutsche Lieder und Gesänge für Klavier von Joseph Martin Kraus. Als Beilage enthielt die Zeitung den Notendruck der Arie Io ti lascio, o cara addio K.Anh.245/621a von Wolfgang Amadeus Mozart.[1]

## Geboren

### Geburtsdatum gesichert
- 02. Januar: Désiré-Alexandre Batton, französischer Komponist († 1855)
- 31. Januar: Carl Gottlieb Reißiger, deutscher Komponist und Hofkapellmeister in Dresden († 1859)
- 03. Februar: Engelbert Aigner, österreichischer Komponist († 1866)
- 06. März: Antonia Pesadori, deutsche Pianistin, Klavierlehrerin und Komponistin († 1834)
- 30. März: Johanna Eunicke, deutsche Opernsängerin (Sopran) sowie Konzert- und Oratoriensängerin († 1856)
- 02. April: August Heinrich Hoffmann von Fallersleben, deutscher Dichter und Germanist, Verfasser des „Lieds der Deutschen“ († 1874)
- 18. April: Antonio Rolla, italienischer Violinvirtuose († 1837)
- 28. Mai: Josef Dessauer, österreichischer Komponist († 1876)
- 31. Juli: Emilia Bonini, italienische Opernsängerin (Sopran) († 1863)
- 19. August: Friedrich Jahn, deutscher Orgelbauer († 1875)
- 24. August: Christian August Berwald, schwedischer Geiger und Musikpädagoge († 1869)
- 07. Oktober: Jean-Baptiste Vuillaume, französischer Geigenbauer († 1875)
- 24. Oktober: Wilhelm Amandus Auberlen, württembergischer Lehrer, Musiker und Komponist († 1874)
- 28. Oktober: Henri Bertini, französischer Pianist und Komponist. († 1876)
- 16. November: Therese Grob, österreichische Sängerin und erste Liebe des Komponisten Franz Schubert († 1875)
- 25. Dezember: Emanuel Mikschik, österreichischer Jurist, Botaniker und Pianist († 1838)

### Genaues Geburtsdatum unbekannt
- Aline Bertrand, französische Harfenistin, Komponistin und Instrumentalpädagogin († 1835)
- Caspar Halbleib, ungarndeutscher Kirchenmusiker und Komponist († um 1850)

## Gestorben

### Todesdatum gesichert
- 04. Januar: Giuseppe Giordani, italienischer Komponist der Klassik (* 1751)
- 20. Januar: Christian Cannabich, deutscher Violinist, Kapellmeister und Komponist (* 1731)
- 25. Januar: Anselm Viola i Valentí, katalanischer Musikpädagoge und Komponist (* 1738)
- 26. Januar: Christian Gottlob Neefe, deutscher Komponist, Organist, Kapellmeister und Musikwissenschaftler (* 1748)
- 27. Februar: Johann Julius Hummel, deutscher Musikverleger (* 1728)
- 13. März: Genovefa Brenner, Salzburger Opernsängerin und Schauspielerin, Mutter Carl Maria von Webers (* 1764)
- 26. April: Anton Braun, deutscher Violinist und Komponist (* 1729)
- 15. Juli: Gaetano Pugnani, italienischer Violinist und Komponist (* 1731)
- 19. Juli: Johann Gottfried Malleck, Wiener Orgelbauer (* 1733)
- 26. November: Johann Martin Anwander, altösterreichischer Orgelbauer (* 1740)
- 30. November: Johann Friedrich Anton Fleischmann, deutscher Komponist (* 1766)
- 16. Dezember: Gaetano Brunetti, italienischer Komponist, Violinist und Dirigent (* 1744)

### Gestorben um 1798
- Rose Mooney, irische Harfenistin (* um 1740)
- Sebastiano Nasolini, italienischer Opernkomponist (* um 1768)